# Albert Kahn (arquitecto)
Albert Kahn (Rhaunen, actual Alemania; 21 de marzo de 1869-Detroit, Estados Unidos; 8 de diciembre de 1942) fue el principal arquitecto industrial estadounidense de su época. A veces se le llama el «arquitecto de Detroit». En 1943, el Instituto Franklin le otorgó la Medalla Frank P. Brown a título póstumo. Muchos de sus documentos de trabajo personales y fotografías de sus construcciones están en la Biblioteca Histórica Bentley de la Universidad de Míchigan. Su biblioteca personal de trabajo, la Colección de la Biblioteca Albert Kahn, se encuentra en la Universidad Tecnológica de Lawrence en Southfield. Los Archivos de Arte Americano en el Smithsonian albergan la mayor parte de la correspondencia de la familia y otros materiales.

## Biografía
Nació en una familia judía el 21 de marzo de 1869 en Rhaunen, por ese entonces en el Reino de Prusia. Emigró con su familia a Detroit en 1880, cuando tenía 11 años de edad. Su padre Joseph se formó como rabino; su madre Rosalie tenía talento para las artes visuales y la música.
De adolescente, Kahn consiguió trabajo en el estudio de arquitectura de Mason & Rice. En 1891, ganó una beca de un año para estudiar en Europa, donde realizó una gira por Alemania, Francia, Italia y Bélgica con Henry Bacon, que más tarde diseñó el Monumento a Lincoln en Washington D. C.

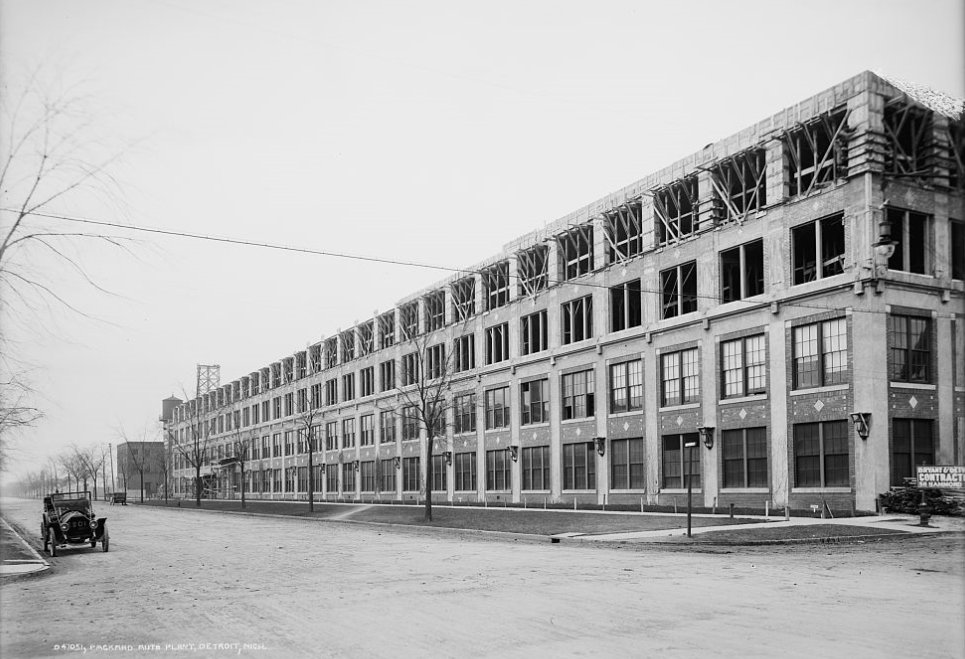
Construcción del edificio n.º 10 de la Packard Automotive Plant hacia 1905.

En 1895 fundó el estudio de arquitectura Albert Kahn Associates. Uno de sus primeros diseños fue el Templo Beth-El en la Avenida Woodward. Junto con su hermano menor Julius, desarrolló un nuevo estilo de construcción mediante el cual el hormigón armado reemplazó a la madera en paredes, techos y soportes de fábrica. 
Esto proporcionó una mejor protección contra los incendios y permitió grandes espacios interiores libres de obstáculos. La fábrica de Packard Motor Car Company, diseñada en 1903, fue la primera que se construyó de acuerdo con este principio.
El éxito de la planta de Packard le interesó a Henry Ford, y esto lo llevó a los diseños de Kahn. Este diseñó por su parte la planta Highland Park de Ford Motor Company, que comenzó en 1909, donde el magnate consolidó la producción del Ford T y perfeccionó la línea de ensamble.
Durante estos años, Kahn diseñó dos edificios reidenciales en el Downtown de Detroit, el Kales Building (1914) y el Vinton Building (1917), ambos en un estilo arquitectónico neoclásico.

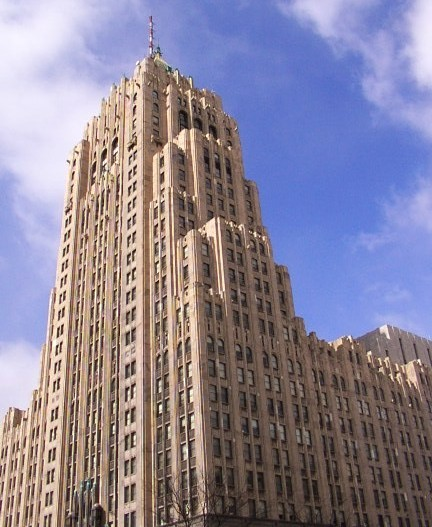
El Fisher Building, terminado en 1927.

En 1917 diseñó el Ford River Rouge Complex en Dearborn, el mayor de su tipo en Estados Unidos y, en su momento, en el mundo. Llegó a tener 120 000 trabajadores.
Kahn fue responsable de muchos de los edificios y casas construidos bajo la dirección de la familia Hiram Walker en Walkerville, Ontario, incluida Willistead Manor. Su interés por los edificios de estilo histórico también se ve en sus casas en Indian Village de Detroit, Cranbrook House, la Casa de Edsel y Eleanor Ford y The Dearborn Inn, el primer hotel de aeropuerto del mundo.
Kahn también diseñó en el New Center en estilo art déco el edificio Fisher de 28 pisos en Detroit, que la Liga de Arquitectura de Nueva York premió como la estructura comercial más bella de 1927. El mismo año diseñó en el Midtown el Maccabees Building, de estilo neogótico. Entre 1917 y 1929, Kahn diseñó la sede de los tres principales diarios en Detroitː el Detroit News Building (1917), el Detroit Free Press Building (1925) y el Detroit Times Building (1929, demolido en 1975).

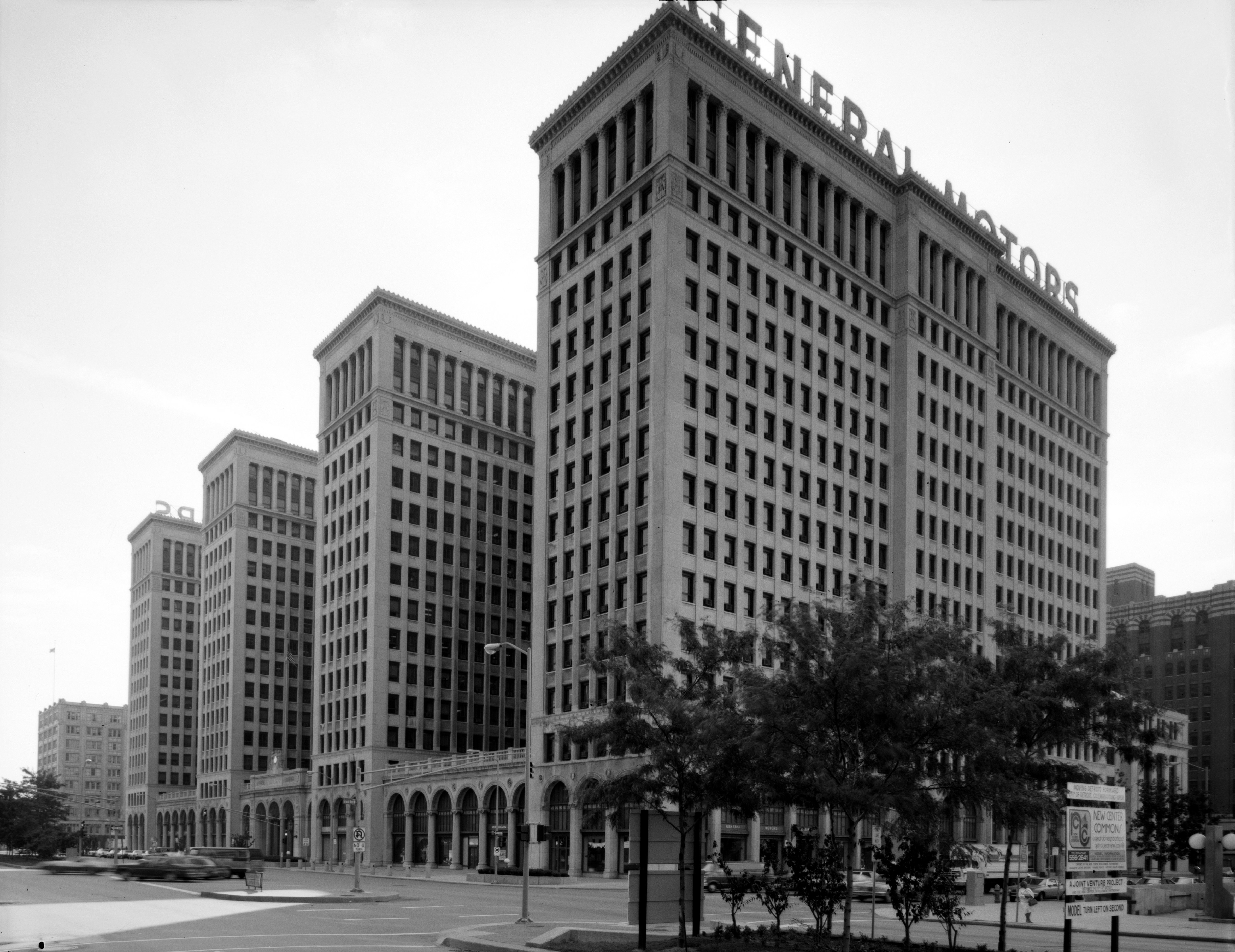
El Cadillac Place en 1919, cuando se llamaba General Motors Building.

El 8 de mayo de 1929, a través de un acuerdo firmado con Kahn por el presidente de Amtorg Saul G. Bron, el gobierno soviético contrató a la firma de Kahn para diseñar la Planta de Tractores de Volgogrado, la primera planta de tractores en la Unión Soviética. El 9 de enero de 1930, se firmó un segundo contrato para que su empresa se convirtiera en arquitectos consultores para toda la construcción industrial en la Unión Soviética.
Bajo estos contratos, de 1929 a 1932, la firma de Kahn operó desde su sede en Detroit y la oficina de diseño recientemente establecida en Moscú para capacitar y supervisar arquitectos e ingenieros soviéticos. La oficina Gosproektstroi de Moscú estaba compuesta por su hermano menor Moritz Kahn y 25 de sus empleados. Entrenaron a más de 4000 arquitectos e ingenieros soviéticos; y diseñaron 521 plantas y fábricas bajo el Primer Plan Quinquenal.
Kahn también es el autor de muchos edificios clásicos de la Universidad de Míchigan en Ann Arbor. Estos incluyen la Torre Burton Memorial, el Auditorio Hill, la Biblioteca de Graduados Hatcher y la Biblioteca William L. Clements. Kahn dijo más adelante en la vida que de todos los edificios que diseñó, quería que lo recordaran por su trabajo en la Biblioteca William L. Clements.
Colaboró frecuentemente con el escultor arquitectónico Corrado Parducci. En total, este trabajó en cerca de 50 obras, incluidos el Templo Masónico de Detroit y el Fisher Building.
Kahn pudo adaptarse a la Primera Guerra Mundial y diseñó numerosos campos de aviación del ejército y bases navales para el gobierno de los Estados Unidos. Para la Segunda Guerra Mundial, la oficina de 600 personas estaba involucrada en hacer que la industria de Detroit formara parte del Arsenal de la democracia de Estados Unidos. Entre otros, la oficina diseñó la planta de tanques Detroit Arsenal y la planta de bombarderos Willow Run, el último edificio de Kahn, ubicado en Ypsilanti, Míchigan. Los bombarderos Consolidated B-24 Liberator de Ford Motor Company producidos en masa aquí.

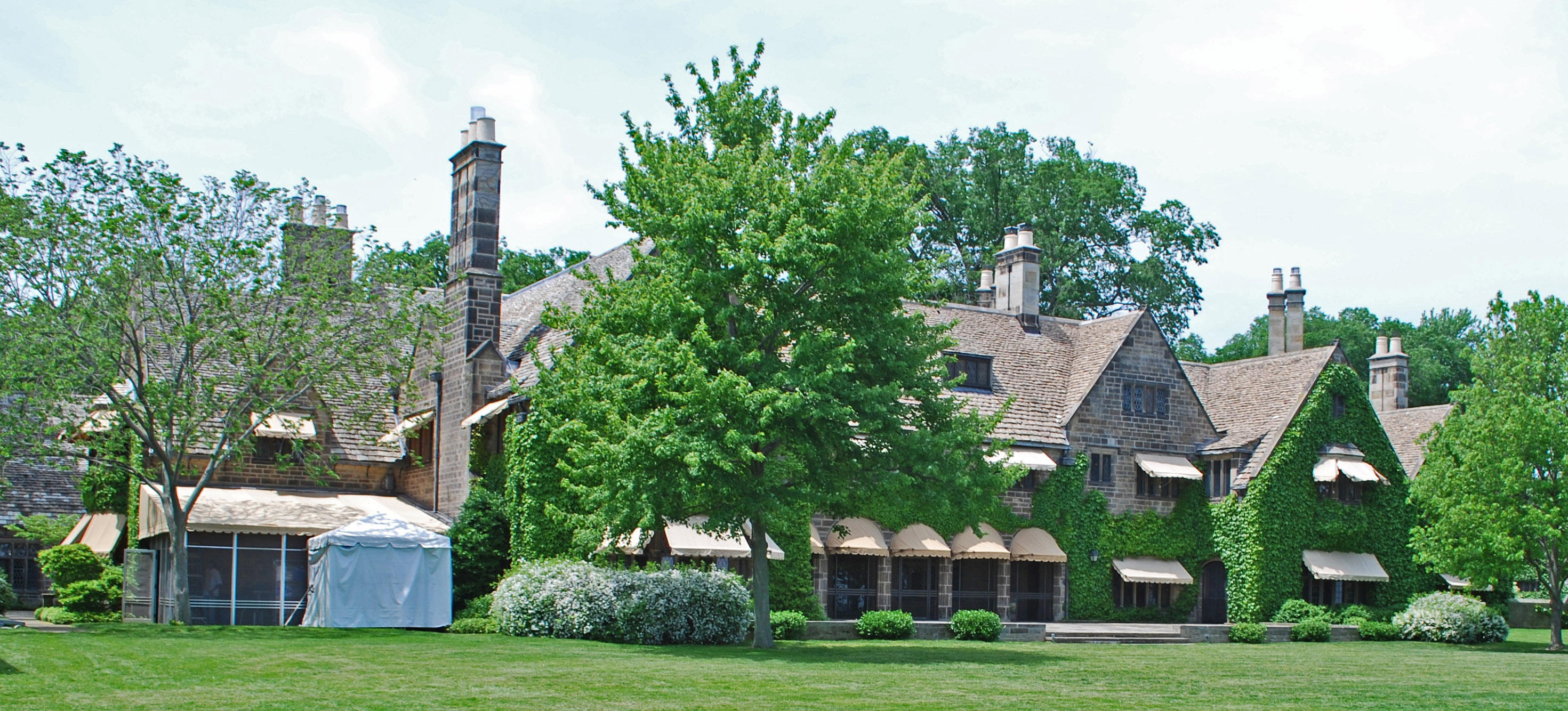
Casa de Edsel y Eleanor Ford, de 1927

En 1937, Albert Kahn Associates era responsable del 19 por ciento de todas las fábricas diseñadas por arquitectos en Estados Unidos. En 1941, Kahn recibió el octavo paquete de salario y compensación más alto en Estados Unidos, 486 936 dólares, sobre el cual pagó el 72 % en impuestos.
Albert Kahn trabajó en más de 1000 comisiones de Henry Ford y cientos para otros fabricantes de automóviles. Diseñó salas de exhibición para Ford Motor Company en varias ciudades, incluidas Nueva York, Washington D. C. y Boston. Murió en Detroit el 8 de diciembre de 1942.
A partir de 2006, unos 60 edificios diseñads por él fueron incluidos en el Registro Nacional de Lugares Históricos. No todas las obras de Kahn se han conservado. Cass Technical High School en Detroit, diseñada por Malcomson y Higginbotham y construida por la firma de Albert Kahn en 1922, fue demolida en 2011 después de que los vándalos la hubieran despojado de la mayoría de sus accesorios. El Detroit Times Building fue demolido en 1975. El Donovan Building, más tarde ocupado por Motown Records, fue abandonado durante décadas y deteriorado. La ciudad lo demolió como parte de su plan de embellecimiento antes del Super Bowl XL de 2006.
Quince edificios de Albert Kahn son reconocidos tienen inscripciones históricas oficiales de Míchigan.

## Obras
Todos los edificios están ubicados en Detroit, a menos que se indique lo contrario.
- Dexter M. Ferry residencia de verano, 1890 (remodelación de una granja de piedra de principios del siglo XIX), Unadilla, Nueva York (conocida como Milfer Farm, en manos de los herederos de Ferry en la actualidad; Kahn también diseñó el "Honeymoon Cottage" en la finca, una de las primeras casas prefabricadas construidas)
- Oficinas de Hiram Walker, 1892, diseñador de Mason & Rice Windsor, Ontario
- William Livingstone House, diseñador de 1894 para Mason & Rice (demolido, 2007)
- Children's Free Hospital, 1896, Nettleton, Kahn y Trowbridge
- Bethany Memorial Church, 1897, Nettleton, Kahn y Trowbridge
- Casa Bernard Ginsburg, 1898, Nettleton & Kahn
- Joseph R. McLaughlin, 1899, Nettleton y Kahn
- George Headley, 1900, Nettleton y Kahn
- Edward DeMille Campbell House, 1899, Nettleton & Kahn Ann Arbor, Míchigan
- Detroit Racquet Club, 1902 (Kahn diseñó el edificio, y la Compañía Vinton, cuyas oficinas estaban justo al final de Woodbridge Street desde el club, recibió el contrato general para erigir las instalaciones)
- Frederick L. Colby, permiso de construcción emitido el 22/5/1901, terminado 1902
- Packard Automotive Plant, 1903 (la décima fábrica de Kahn construida para Packard, pero la primera de hormigón)
- Palms Apartments, 1903
- Templo Beth-El, 1903 (sinagoga de origen de Kahn, ahora el Teatro Bonstelle de Universidad Estatal Wayne)
- Belle Isle Aquarium y Conservatorio, 1904
- Francis C. McMath, permiso de construcción emitido el 14/8/1902 terminado en 1904
- Brandeis-Millard House, 1904, Distrito Histórico de Gold Coast, Midtown Omaha, Nebraska
- Arthur Kiefer, permiso de construcción emitido el 17 de mayo de 2005, terminado en 1905
- Charles M. Swift, 1905
- Casa de Albert Kahn, 1906 (su residencia personal)
- Burham S. Colburn, permiso de construcción emitido el 7/8/1905, terminado 1906
- Gustavus D. Pope, 1906
- Edificio Julian C. Madison, 1906
- Allen F. Edwards, permiso de construcción emitido el 23 de mayo de 2006, terminado en 1906
- Planta de George N. Pierce, 1906, Búfalo, Nueva York
- Willistead Manor, 1906, Windsor, Ontario
- Battle Creek Post Office, 1907, Battle Creek, Míchigan (edificio con el método de construcción de hormigón utilizado en la planta de Kahn's Packard)
- Casino Belle Isle, 1907
- Cranbrook House, 1907, Comunidad educativa de Cranbrook, Bloomfield Hills, Míchigan
- Edificio de servicios para Packard Motor Car Company, 1907, Ciudad de Nueva York
- Frederick H. Holt House, 1907[14]
- Planta Ford de Highland Park, 1908, Highland Park, Míchigan
- Edwin S. George Building, 1908
- Edificio de calzado Kaufman, 1908, Kitchener, Ontario (renovado en lofts a principios de la década de 2000)
- Mahoning National Bank, 1909, Youngstown, Ohio
- Frederick Stearns Building adición, c. 1910
- Packard Motor Corporation Building, 1910–11, Filadelfia
- Hugh Chalmers, permiso de construcción emitido el 6/11/1909, terminado en 1911
- Edificios de Merganthaler Linotype Company, 1910-1920, Brooklyn, Ciudad de Nueva York
- Teatro Nacional, 1911
- Shaw Walker Company, expansión de cinco pisos, 1912,[15] Muskegon, Míchigan
- Bates Mill Edificio número 5, 1914, Lewiston, Maine
- Planta de ensamblaje de Ford Motor Company, 1914, Cleveland, Ohio (Cleveland Institute of Art desde 1981)
- Kales Building, 1914
- University Liggett School - Eastern Campus, 1914 (Detroit Waldorf School desde 1964)
- Benjamin Siegel, 1913-1914
- Detroit Athletic Club, 1915
- Garden Court Apartments, 1915
- Vinton Building, 1916
- Russell Industrial Center, 1916
- Omaha Ford Motor Company Assembly Plant, 1916, North Omaha, Nebraska
- Ford Motor Company - Planta de ensamblaje, 1916, remodelada en 1924, Oklahoma City, OK
- Detroit News Building, 1917
- Sede de Ford Motor Company en Nueva York, 1917, Ciudad de Nueva York
- Complejo Ford River Rouge, 1917-28, Dearborn, Míchigan
- Varios edificios y hangares de mantenimiento de aeronaves (Bldg 777 y 781), 1917-19, Langley Field, Hampton, Virginia
- Motor Wheel Factory, 1918, Lansing, Míchigan (actualmente en proceso de renovación en lofts residenciales)
- General Motors Building, 1919 (antigua sede mundial de GM y el segundo edificio de oficinas más grande del mundo en ese momento)
- Dominion Tire Plant, 1919, Kitchener, Ontario
- Fisher Body Plant 21, 1921
- Primera Iglesia Congregacional adición, 1921
- Phoenix Mill, 1921, Plymouth, Míchigan
- First National Building, 1922
- Park Avenue Building, 1922
- Antiguo cuartel general de la policía de Detroit, 1923
- Templo Beth El, 1923 (un nuevo edificio para reemplazar el templo de 1902, actualmente ocupado por el Centro de transformación de la comunidad de Bethel)
- Planta de energía Walker, 1923, Windsor, Ontario
- The Flint Journal Building, 1924, Flint, Míchigan
- Edificio Olde, 1924
- Ford Motor Company Lamp Factory, 1921–25, Flat Rock, Míchigan
- Detroit Free Press Building, 1925
- Kalamazoo Gazette Building, 1925, ahora Bronson Labs - 2020
- 1001 Covington Apartments, 1925
- Edificio Blake, 1926, Jackson, Míchigan
- Ford Hangar, 1926, Lansing Municipal Airport, Lansing, Illinois
- Sala de exposición e instalaciones de almacenamiento de automóviles Packard Motor, c. 1926, Búfalo, Nueva York
- Packard Proving Grounds, 1926, Shelby Charter Township, Míchigan
- Packard Showroom, 1926, Nueva York
- Sede de Consumers Power Company, 1927, Jackson, Míchigan (demolida, 2013)[16]
- Metropolitan Center for High Technology, 1927
- Casa Edsel y Eleanor Ford, 1927, Grosse Pointe Shores, Míchigan
- Fisher Building, 1927
- Muskegon Chronicle Building, 1928, Muskegon, Míchigan[17]
- Argonaut Building 1928 (laboratorio de General Motors, ahora propiedad de la College for Creative Studies)
- Planta de impresión de Brooklyn (The New York Times), 1929, Brooklyn, Nueva York
- Detroit Times Building, 1929 (demolido, 1978)[18]
- The Albert, 1929
- Packard Service Building, 1929, Nueva York
- Planta de ensamblaje de Ford Motor Company, 1930, Richmond, California
- Laboratorio de ingeniería de Ford y Powerhouse, 1930, Dearborn Míchigan
- Albert Kahn Building, 1930 (adyacente al Fisher Building)
- The Dearborn Inn, 1931, Dearborn, Míchigan (primer hotel de aeropuerto del mundo)
- Antiguo edificio de Congregation Shaarey Zedek, 1932
- Planta de energía, Universidad de Notre Dame, Notre Dame, Indiana, 1933[19]
- Edificio de General Motors, 1933, Chicago Exposición internacional Century of Progress
- Ford Rotunda, 1934, Dearborn, Míchigan (diseñado para la Feria Mundial de Chicago; quemado, 1963)
- Planta Chevrolet/Fisher Body, Baltimore, Maryland, 1935 (demolida en 2006)
- Planta de máquinas sumadoras de Burroughs, 1938, Plymouth, Míchigan
- Planta de camiones Dodge, 1938, Warren, Míchigan
- Planta de tanques del Arsenal de Detroit, 1941, Warren, Míchigan
- Willow Run Bomber Plant, 1941 (utilizada por Ford para bombarderos durante la guerra, luego por Kaiser para automóviles, luego por GM para transmisiones)
- Hangares A y B (luego renumerados 110 y 111), 1943, NAS Barbers Point, Kapolei, Hawái
- Upjohn Tower, Kalamazoo, Míchigan (diseñada para la Upjohn Company; demolida después de la compra de Pfizer, 2005)
- Fábrica Studebaker, BuiId. 84, 1923, South Bend, Indiana
- Planta principal de Cold Spring Granite Company, 1929, Cold Spring, Minnesota (demolida en 2008)
- Escuela pública King Edward, 1905, vecindario de Walkerville, Windsor, ON. (demolido en 1993, fachada de piedra frontal original guardada)
- Planta de estampado de General Motors, 1930, Indianápolis, Indiana (demolida en 2014)
- Edificio Bedrock Woodward 1449 Woodward
- Apartamentos de Garden Court 2900 E. Jefferson